# Ефір (фільм, 2018)
На відміну від Гете, де в центрі оповіді стоять проблеми молоді і розчарування в науці, у моєму фільмі герой сприймає науку як інструмент для виконання найбільш зухвалих людських бажань: повного поневолення іншої людини, як плотського, так і духовного. Міф про Фауста вже використовувався багатьма режисерами. Я був дуже обережним, щоб уникнути схожості з будь-яким з цих фільмів
«Ефір» (пол. Eter) — драматичний містичний фільм-трилер 2018 року, поставлений польським режисером Кшиштофом Зануссі за власним сценарієм. Фільм створено у копродукції України, Польщі, Угорщини та Литви за підтримки Державного агентства України з питань кіно, Польського Інституту та Міністерства культури Польщі, Угорського й Литовського кіноінститутів. Світова прем'єра відбулася 20 вересня 2018 року Варшавському міжнародному кінофестивалі, де він брав участь в позаконкурсній програмі «Спеціальні покази».

## Сюжет
Дія фільму розгортається на початку Першої світової війни в Австро-Угорській імперії, до якої входила на той час частина України.
На околиці Російської імперії лікар (Яцек Понедзялек) дає смертельну дозу ефіру молодій жінці (Марія Рябошапка), яку хоче спокусити. За підозрою у замаху на вбивство і зґвалтуванні йому загрожує страта, або заслання до Сибіру та, в останню мить, лікарю вдається врятуватися. Він утікає та знаходить роботу в австро-угорській фортеці, де продовжує свої експерименти з ефіром, мета яких — не тільки полегшення болю, але й маніпуляція поведінкою людини. Відкрито проголошуючи свої атеїстичні погляди, лікар часто говорить про перевагу і ключову роль науки. Дослідження ефіру для нього понад усе: він проводить експерименти зі своїм помічником Тарасом (Остап Вакулюк), а після наради у коменданта фортеці (Анджей Хира) починає незаконну шпигунську діяльність задля фінансування подальшої роботи.
Після викриття такої активності лікаря, він намагається здійснити самогубство за допомогою ефіру, але це не дає результату. Врешті-решт, йому виносять смертний вирок.

## У ролях
Головні персонажі
| • Яцек Понедзялек         | …   | лікар                  |
| • Анджей Хира             | …   | комендант              |
| • Остап Вакулюк           | …   | Тарас                  |
| • Малгожата Притуляк      | …   | Матильда               |
| • Марія Рябошапка         | …   | Малгожата              |
| • Вікторія Зінні          | …   | матрона                |
| • Остап Ступка            | …   | російський командир    |
| • Жольт Ласло             | …   | земський суддя         |
| • Василь Лук'яненко       | …   | батько Тараса          |
| • Наталя Половинка        | ,,, | мати Тараса            |
| • Світлана Косолапова     | …   | Люба                   |
| • Станіслав Колокольніков | …   | лже-священик           |
| • Ремо Джироне            | …   | старий священик        |
| • Рафаль Мохр             | …   | перший офіцер          |
| • Стефан Гурський         | …   | другий офіцер          |
| • Артурас Дубака          | …   | офіцер                 |
| • Пшемислав Стіппа        | …   | слідчий                |
| • Жужа Палош              | …   | настоятелька монастиря |
| • Дмитро Ступка           | …   | жандарм                |
| • Тураль Агаєв            | …   | шпигун                 |
| • Тадеуш Брадецький       | …   | лікар з Відня          |
| • Олівія Туч              | …   | повія                  |
| • Ханна Еркель            | …   | повія                  |
| • Барбара Гарстка         | …   | повія                  |
| • Фрузина Хада            | …   | повія                  |
| • Полетт Свак             | …   | повія                  |
| • Дора Старенки           | …   | повія                  |
| • Мацей Ганчевський       | …   | наречений              |
| • Леонардо Лакарія        | …   | солдат                 |
| • Олександр Логінов       | …   | російський суддя       |
| • Себастьян Павляк        | …   | рядовий                |
| • Домінік Рибялек         | …   | маленький солдат       |
| • Олег Цьона              |     |                        |
| • Богдан Рибка            |     |                        |
| • Мацей Харитон           | …   | ад'ютант               |
| • Гражина Зелінська       | …   | кухарка                |
| • Павел Ковальський       | …   | борець                 |
| • Даріуш Карпіньский      | …   | арбітр                 |
| • Артем Мануйлов          | …   | касир                  |
| • Анджей Шенайх           | …   | начальник касира       |
| • Ірина Мельник           | …   | знахарка               |
| • Томаш Лещиньський       | …   | органіст               |

Епізодичні ролі
- Роберт Кулинський
- Кшиштоф Лязицький
- Леонардо Лакарія
- Міхал Добруцький
- Даніель Наміотко
- Аттіла Покшай
- Тибор Толл
- Богдан Рибка
- Олег Ціона
- Володимир Ганулич
- Едуард Неведров
- Василь Балицький
- Ярослав Федорчук
- В'ячеслав Репін
- Алла Лан
- Олександр Чешеров
- Андрій Циганенко
- Віктор Лафарович
- Тарас Юричко
- Богдан Ревкевич
- Василь Беспаленко
- Іван Олексин
- Сергій Яковенко
- Шилард Червеняк
- Марцин Битнєвський

## Знімальна група
- Автор сценарію — Кшиштоф Зануссі
- Режисер-постановник — Кшиштоф Зануссі
- Продюсерb — Януш Вахала, Кшиштов Зануссі
- Виконавчий продюсер — Януш Вахала
- Співпродюсери — Олена Фетисова, Володимир Козир, Джудіт Сталтер, Уляна Кім, Габор Сіпос, Габор Райна, Джузеппе Лепоре, Влодзимеж Нідергаус, Паоло Марія Спіна
- Оператор — Пйотр Немийський
- Композитор — Войцех Кіляр
- Монтаж — Міленія Фідлер
- Художник-постановник — Йоанна Маха
- Художник-костюмер — Катажина Левінська
- Звукорежисери — Марія Чилярецька, Бартоломей Возьняк

## Виробництво
Проект фільму став одним із переможців Дев'ятого конкурсного відбору Держкіно України та отримав державну підтримку розміром 16 млн 650 тисяч гривень. Загальна вартість виробництва фільму становить 61 млн гривень.
Виробництво стрічки розпочалося у серпні 2017 року. Зйомки проходили в Польщі, Україні, Угорщині та Італії. Перший їхній етап розпочався 10 серпня і тривав до 6 вересня. Знімання у Львівщині тривали з 1 вересня впродовж тижня на двох локаціях у Львові — Тюрма на Лонцького та на вулиці Кривоноса, та у Свіржі. В Україні проводилися складнопостановочні зйомки з використанням спецефектів, піротехнічних ефектів, тварин, каскадерів і великої кількості акторів масових сцен. Виробництво фільму було завершено у вересня 2018 року.

## Реліз

### Участь у кінофестивалях
Світова прем'єра «Ефіру» відбулася 20 вересня 2018 року на 34-му Варшавському міжнародному кінофестивалі, де він брав участь в позаконкурсній програмі «Спеціальні покази». Фільм демонструвався у програмах Римського кінофестивалю, Міжнародного кінофестивалю сучасного кіно на Кубі та престижного Міжнародного кінофестивалю Camerimage.

### Прокат
На екрани Польщі фільм вийшов 30 листопада 2018 року У перший тиждень свого прокату у Польщі фільм не зумів увійти у топ-10-ку найкасовіших фільмів польского кінопрокату.
Прем'єрний показ фільму в Україні відбувся 20 лютого 2019 року. У прокат стрічка вийшла 21 лютого (дистриб'юторська компанія «B&H Film Distribution Company»).

## Нагороди та номінації
| Список нагород та номінацій     | Список нагород та номінацій | Список нагород та номінацій                  | Список нагород та номінацій | Список нагород та номінацій | Список нагород та номінацій |
| Кінофестиваль/Кінопремія        | Рік                         | Категорія                                    | Номінант(и)                 | Результат                   | Дж                          |
| ------------------------------- | --------------------------- | -------------------------------------------- | --------------------------- | --------------------------- | --------------------------- |
| Польський кінофестиваль у Гдині | 2018                        | Золотий лев за найкращий фільм               | Ефір                        | Номінація                   |                             |
| Кінофестиваль Camerimage        | 2018                        | Золота жабка за найкращу операторську роботу | Пйотр Немийський            | Номінація                   |                             |

## Матеріали
- Марина Мойніхан. «Ефір»: польсько-українська дьяволіада жадає влади над глядачем. Телекритика. 20.02.2019. Архів оригіналу за 21 лютого 2019.